# Braccio di Ferro incontra Sinbad
Braccio di Ferro incontra Sinbad (Popeye the Sailor Meets Sindbad the Sailor) è un film del 1936 diretto da Dave Fleischer. È un cortometraggio d'animazione, il primo a colori, della serie Braccio di Ferro, prodotto dai Fleischer Studios e uscito negli Stati Uniti il 27 novembre 1936, distribuito dalla Paramount Pictures.
Il corto fu prodotto con un abbondante uso di effetti speciali sperimentali per l'epoca, come il processo Tabletop (versione avanzata della più celebre multiplane camera), che consisteva nel riprendere i rodovetri in combinazione con modelli tridimensionali in scala degli sfondi tramite una cinepresa orizzontale.

## Trama

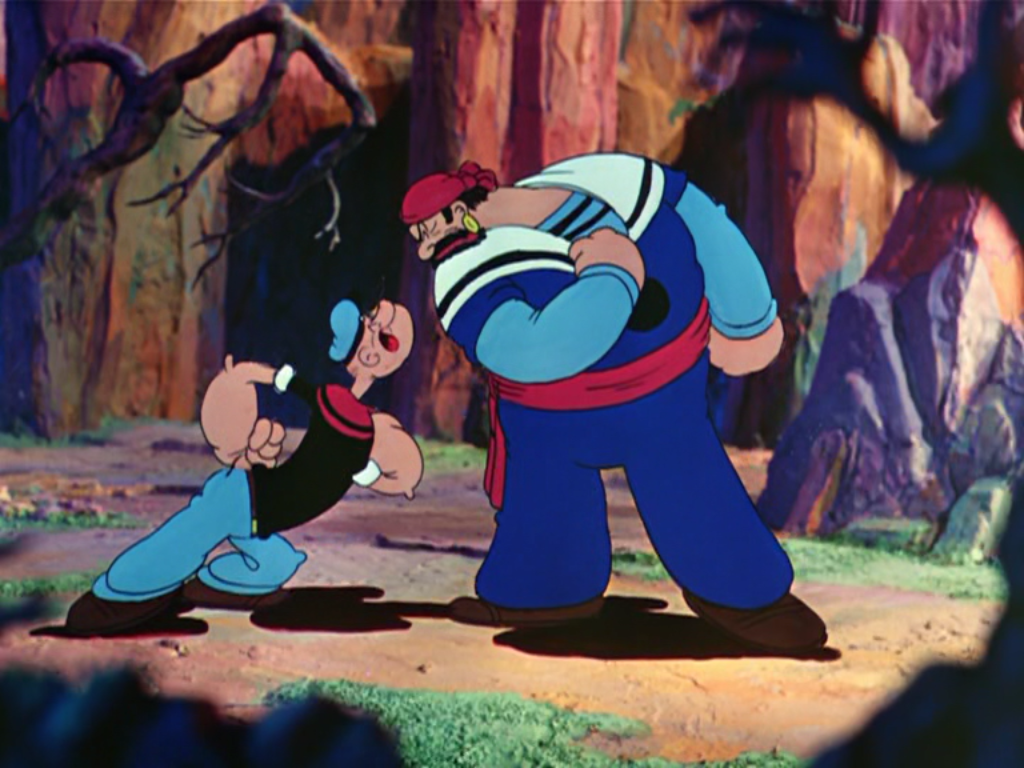
Braccio di Ferro e Sinbad

Sindbad il marinaio ("interpretato" da Bluto) si considera il più grande marinaio, avventuriero e amante del mondo, nonché l'uomo più forte del globo. Vicino alla sua isola pullulante di mostri e belve feroci passa la barca di Braccio di Ferro, che sta facendo una gita con Olivia Oyl e Poldo Sbaffini. Disturbato dalla loro presenza, Sinbad ordina a Rokh, il suo enorme Roc, di rapire Olivia e affondare la barca, costringendo Braccio di Ferro e Poldo a nuotare fino a riva. Mentre Poldo insegue invano un'anatra per macellarla, Braccio di Ferro si reca a salvare Olivia, che Sinbad sta obbligando a ballare. Sinbad quindi ordina a Rokh di gettare il marinaio guercio nel vulcano dell'isola, ma Braccio di Ferro si libera dall'uccello e lo fa arrosto sul vulcano. Sinbad allora getta Braccio di Ferro tra le braccia di un gigante a due teste di nome Boola, che tuttavia il marinaio riesce a sconfiggere. I due marinai si scontrano quindi di persona, e Sindbad mette alle strette Braccio di Ferro finché quest'ultimo non mangia il suo barattolo di spinaci, che gli dà la forza necessaria per battere l'avversario e diventare quindi il nuovo padrone dell'isola.

## Distribuzione

### Edizione italiana
Il corto fu doppiato in italiano negli anni novanta per la televisione. L'edizione italiana è piuttosto approssimativa, in quanto i dialoghi sono quasi interamente inventati e le canzoni non sono doppiate (fatta eccezione per le parti recitate di quella di Sinbad). Inoltre, non essendo stata registrata una colonna sonora senza dialoghi, nelle scene parlate la musica è alterata in varie modalità (nel finale, in un'occasione viene utilizzata parte della sigla dei corti anni cinquanta).

### Edizioni home video
Il cortometraggio, essendo di pubblico dominio, è stato distribuito in versioni non ufficiali di pessima qualità audio e video in varie raccolte VHS e DVD. L'unica versione ufficiale e restaurata è inclusa nel disco 2 del cofanetto DVD Warner Bros. Home Entertainment: Collezione Oscar d'animazione, nel quale è anche visibile con il commento audio (non sottotitolato) di Jerry Beck, del disegnatore Leslie Cabarga e degli animatori Ray Pointer e Bob Jaques.
Nel 1952, vari pezzi del cortometraggio furono riarrangiati in modo da creare una storia più breve all'interno di un episodio lungo quasi 10 minuti, in cui Braccio di Ferro porta i propri tre nipoti al museo, mostrandogli statue di diversi personaggi famosi fino alla statua di Sinbad, in cui esso è dichiarato il "Più grande marinaio del mondo". I tre piccoli sono confusi, dato che pensavano fosse il loro zio, il più grande marinaio del mondo, quindi lui gli racconta di quando, effettivamente lo sconfisse. La scena ottenuta dai pezzi del cortometraggio ha eliminato l'introduzione di Sinbad e diversi dialoghi, risultando lunga circa metà del video originale. Quando Braccio di Ferro, finalmente, termina la sua storia, nota che i tre bambini se ne sono andati e stanno tornando con mazzette e scalpelli, con cui rimodellano la statua di Simbad, sostituendola con una dello zio: "Braccio di Ferro, Il più grande marinaio del mondo", facendolo ridere di gioia.

## Riconoscimenti e influenza culturale
Ai premi Oscar 1937 il film ricevette una nomination per l'Oscar al miglior cortometraggio d'animazione, perdendo a favore de Il cugino di campagna della serie Disney Sinfonie allegre. Parte di esso fu riutilizzata nel corto Famous Studios Grande cattivo Simbad (1952), in cui Braccio di Ferro racconta la vicenda ai tre nipoti. L'artista degli effetti speciali Ray Harryhausen affermò che Braccio di Ferro incontra Sinbad fu un'importante influenza per il suo lavoro nel film Il 7º viaggio di Sinbad.
Nel 1994 il corto si classificò al 17º posto nel libro The 50 Greatest Cartoons (il più elevato tra i corti Fleischer), mentre nel 2004 fu ritenuto "culturalmente, storicamente o esteticamente significativo" dalla Biblioteca del Congresso degli Stati Uniti e selezionato per la conservazione nel National Film Registry.